# Зосима (папа римский)
Зоси́ма (лат. Zosimus PP.; ? — 26 декабря 418) — епископ Рима с 18 марта 417 года по 26 декабря 418 года. Святой Католической церкви.

## Биография
Зосима был по происхождению грек и родился в Каппадокии, а имя его отца было Аврам, (по другим данным — в Мезораке, Калабрия). Историк Адольф фон Гарнак, опираясь на имя отца Зосимы, утверждал, что его семья была еврейского происхождения .
О жизни Зосимы до занятия им папского престола ничего не известно. Его провозглашение епископом Рима состоялось 18 марта 417 года. В честь епископа Арля Патрокла был устроен фестиваль, который посетил папа. Патрокл спорил за епископство с Констанцием III и сумел завоевать доверие нового Папы в этом споре. Еще 22 марта он получил папское письмо, которое возлагало на него права митрополита над всеми епископами галльских провинций. Кроме того, Патрокл объявлялся своего рода папским викарием в Галлии: ни один галльский священнослужитель не допускался к поездке в Рим без разрешения Патрокла.
В 400 году Арль был заменён на Трир в качестве резиденции главного правительственного чиновника диоцеза Галлия. Патрокл использовал эту возможность для обеспечения себе верховенства по отношению к другим епископам. Епископы Вьена, Нарбонны и Марселя посчитали возвышение Патрокла нарушением их прав и вступили в переписку с папой. Спор, однако, не был решён до понтификата папы Льва I.

## Споры с пелагианцами
Зосима с живым интересом участвовал в пелагианских спорах и принял несколько мер для улучшения нравов духовенства. Ему приписывают запрещение принимать в клир лиц несвободного состояния (то есть связанных какими либо социальными обязанностями в миру, например, имеющих на воспитании несовершеннолетних детей). Он также принял решительное участие в затянувшемся споре в Галлии о юрисдикции Святого престола над городом Арль. При этом капризный нрав папы серьёзно сказывался на ходе споров, в которых он принимал участие. Так, в Галлии, Африке и Италии к моменту его смерти духовенство сильно перессорилось из-за непостоянства папы в поддержке той или иной спорящей стороны.
Вскоре после избрания Зосимы Целестий, сторонник пелагианства, осуждённый предыдущим папой Иннокентием I, приехал в Рим, чтобы обратиться к новому папе. Летом 417 года Зосима провёл заседание римского духовенства в базилике Святого Климента, на которое явился Целестий. Диакон Павлин Миланский выдвинул против него свои обвинения, за которые Целестий уже был осуждён в Карфагене в 411 году. Целестий не стал отказываться от своих взглядов, в то же время заявляя в целом, что он принял учение, изложенное в письмах папы Иннокентия, и следует официальному исповеданию. Папа выслушал аргументы Целестия и заявил, что хоть его учение он и считает ложным, действия африканских епископов против воззрений Целестия он считает слишком поспешными.
Вскоре после этого Зосима получил от Пелагия его новый трактат о свободе воли. Папа провёл новый Синод римского духовенства, перед которым было зачитано это сочинение. Зосима снова обратился к африканским епископам, защищая Пелагия и обличая галльских епископов Эро и Лазаря. Архиепископ Аврелий Карфагенский послал ответ папе, в котором доказывал, что папа был обманут еретиками. Осуждение пелагиан папой Иннокентием было подтверждено. После нового синодального письма африканского синода 1 мая 418 года и мер, принятых императором Гонорием против пелагиан, Зосима отказался от заступничества пелагиан и издал буллу с осуждением пелагианства.
Liber Pontificalis приписывает Зосиме указ о ношении манипула дьяконами на службе и на освящении пасхальных свечей. А также указ, запрещающий священнослужителям посещать таверны.
Зосима был погребён в склепе церкви Сан-Лоренцо-фуори-ле-Мура.